# Miguel Mínguez Pérez
Miguel Mínguez Pérez   (Ojos Negros, 1954) és un metge i investigador valencià d'origen aragonès, conseller de Sanitat i Salut Pública de la Generalitat Valenciana de 2022 a 2023 al govern de Ximo Puig.
Llicenciat en Medicina per la Universitat de València l'any 1977, Mínguez ha treballat sempre a la sanitat pública, a més d'investigador principal de l'Institut d'Investigació Sanitària INCLIVA, vinculat a l'Hospital Clínic Universitari de València on també és cap de servei en medicina digestiva des de 2020. També és membre de la Reial Acadèmia de Medicina de València així com professor titular de la Universitat de València des de 2011 i vicedegà de la Facultat de Medicina.
El maig de 2022 fou nomenat conseller de Sanitat i Salut Pública del govern de la Generalitat Valenciana presidida pel socialista Ximo Puig, en substitució de l'anterior consellera Ana Barceló. Mínguez no compta amb filiació a cap partit polític coneguda en el moment del seu nomenament.
A les eleccions a les Corts Valencianes de 2023 fou triat diputat per les llistes del Partit Socialista del País Valencià (PSPV) però la no renovació del govern d'esquerres i la victòria del Partit Popular amb Vox va precipitar la seua dimissió com a diputat poc després.